# Ralph Moore

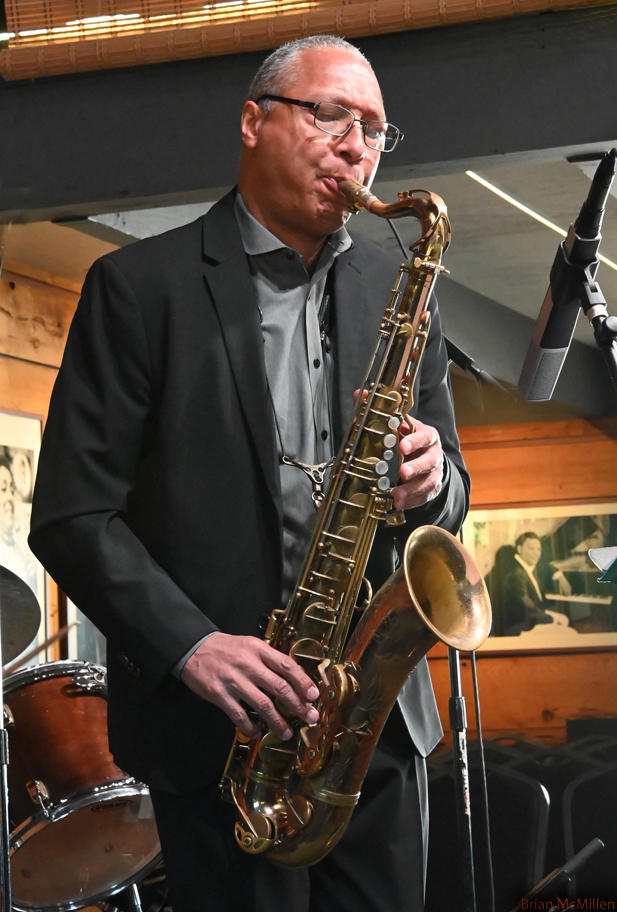
Ralph Moore en 2022.

Ralph Moore (nacido el 24 de diciembre de 1956)  es un saxofonista de jazz inglés.

## Primeros años de vida
Nació en Brixton, Londres, Inglaterra.   Su madre era la bailarina Josie Woods y su padre estaba en el ejército estadounidense.   Pasó su infancia en Brixton y, después de probar varios instrumentos, empezó a tocar el saxofón tenor a la edad de 14 años 
En 1972 se mudó a Santa María, California, para vivir con su padre.  Su madre no quería que creciera en Brixton.  "Alrededor de 1975 se mudó a Boston, donde tocó localmente y asistió al Berklee College of Music . Sus estudios se vieron interrumpidos cuando robaron su apartamento y le dispararon y lo hirieron gravemente, y nunca recibió un título". 

## Vida posterior y carrera
Inició su carrera profesional con una gira por Escandinavia en 1979.  Se mudó a Nueva York al año siguiente.  Formó parte de la banda de Horace Silver de 1981 a 1985, incluidas giras por Europa y Japón, y grabaciones.  Luego tocó con numerosos músicos, incluidos Roy Haynes (alrededor de 1982–86), Darrell Grant (1986–87), la banda de reunión de Dizzy Gillespie (1987), Freddie Hubbard (alrededor de 1987–91) y Gene Harris (1989– 90). 
Su primera grabación como líder fue para Reservoir Records en 1985.  Posteriormente grabó para Landmark, Criss Cross y Savoy.  A partir de 1995 formó parte de la banda de Kevin Eubanks para The Tonight Show. 

## Discografía

### Como líder
- 1985: Round Trip (Reservoir)
- 1987: 623 C Street (Criss Cross)
- 1988: Rejuvenate! (Criss Cross)
- 1988: Images (Landmark)
- 1990: Furthermore (Landmark)
- 1993: Who It Is You Are (Savoy)
- 2019: Three Score (WJ3)

### Como acompañante
Con Kenny Barrón
- Invitation (Criss Cross Jazz, 1991)

Con Billy Hart
- Rah (Gramavision, 1988)

Con Freddie Hubbard
- Bolivia (Music Masters, 1991)

Con Bobby Hutcherson
- Cruisin' the 'Bird (Landmark, 1988)

Con Jimmy Knepper
- Dream Dancing (Criss Cross, 1986)

Con Óscar Peterson
- Oscar Peterson Meets Roy Hargrove and Ralph Moore (1996, Telarc)

Con Valery Ponomarev
- Means of Identification (Reservoir, 1985 [1987])
- Trip to Moscow (Reservoir, 1987)

Con Rob Schneiderman
- Radio Waves (Reservoir, 1991)

Con Superblue
- Superblue 2 (1989, Blue Note)

Con Cedar Walton
- Mosaic (Music Masters, 1990 [1992]) as Eastern Rebellion
- Simple Pleasure (Music Masters, 1993) as Eastern Rebellion
- Composer (Astor Place, 1996